# RKSV Volendam in het seizoen 1963/64
Het seizoen 1963/1964 was het negende jaar in het bestaan van de Volendamse betaaldvoetbalclub Volendam. De club kwam uit in de Eredivisie en eindigde daarin op de 16e plaats, dit betekende dat de club rechtstreeks degradeerde naar de Eerste divisie. Tevens deed de club mee aan het toernooi om de KNVB Beker, hierin werd in de eerste ronde verloren van NOAD (2–3).

## Wedstrijdstatistieken

### Eredivisie
|       | ADO   | Ajax  | Blauw-Wit | DOS   | DWS/A | Feijenoord | Fortuna '54 | Go Ahead | GVAV  | Heracles | MVV   | NAC   | PSV   | Sparta | Sportclub Enschede |
| ----- | ----- | ----- | --------- | ----- | ----- | ---------- | ----------- | -------- | ----- | -------- | ----- | ----- | ----- | ------ | ------------------ |
| Thuis | 2 – 2 | 2 – 3 | 2 – 2     | 2 – 2 | 1 – 3 | 2 – 2      | 0 – 8       | 1 – 4    | 2 – 2 | 0 – 0    | 3 – 1 | 1 – 1 | 2 – 3 | 2 – 1  | 5 – 2              |
| Uit   | 3 – 1 | 2 – 3 | 3 – 0     | 2 – 0 | 0 – 0 | 5 – 2      | 4 – 1       | 2 – 0    | 2 – 2 | 2 – 1    | 3 – 1 | 3 – 1 | 4 – 3 | 2 – 0  | 1 – 1              |

### KNVB Beker
| 1e ronde                                      | Volendam                 | 2 – 3 (0 – 1) | NOAD                                                            |
| 29 september 1963 Plaats: Volendam Julianaweg | Dick Zwarthoed Dick Sier |               | 15' Tini van Osch –' (pen.) Rien van den Heuvel 87' Theo Netten |

## Statistieken Volendam 1963/1964

### Eindstand Volendam in de Nederlandse Eredivisie 1963 / 1964
| Stand | Gespeeld | Gewonnen | Gelijk | Verloren | Punten | Doelpunten voor | Doelpunten tegen |
| ----- | -------- | -------- | ------ | -------- | ------ | --------------- | ---------------- |
| 16e   | 30       | 4        | 10     | 16       | 18     | 43              | 74               |

### Topscorers
| #      | Naam            | Goal |
| ------ | --------------- | ---- |
| 1.     | Dick Tol        | 17   |
| 2.     | Wim Kras        | 10   |
| 3.     | Johan Pelk      | 6    |
| 4.     | Harmen Veerman  | 2    |
| 4.     | Gerrie Vlak     | 2    |
| 4.     | Jaap Zwarthoed  | 2    |
| 7.     | Dick Bond       | 1    |
| 7.     | Piet Kes        | 1    |
| 7.     | Jannie Schilder | 1    |
| 7.     | Ben Steur       | 1    |
| Totaal | Totaal          | 43   |

| #      | Naam           | Goal |
| ------ | -------------- | ---- |
| 1.     | Dick Sier      | 1    |
| 1.     | Dick Zwarthoed | 1    |
| Totaal | Totaal         | 2    |

## Voetnoten
ADO ·
Ajax ·
Blauw-Wit ·
DOS ·
DWS ·
Sportclub Enschede ·
Feijenoord ·
Fortuna '54 ·
Go Ahead ·
GVAV ·
Heracles ·
MVV ·
NAC ·
PSV ·
Sparta ·
Volendam